# Алеутська операція
Алеутська операція (яп. アリューシャン方面の戦い, латиніз.: Aryūshan hōmen no tatakai) — операція японських військ з захоплення Алеутських островів (Аляска, США). Розпочалась 3 червня 1942 ударом японської авіації по військово-морській базі Датч-Гарбор на острові Уналашка. 7 червня японський десант захопив острови Киска та Атту.